# Sarah Toscano
Sarah Toscano (Vigevano, 2006. január 9. –) olasz énekes-dalszerző.

## Élete
A Pavia megyebeli Vigevanóban született és nőtt fel nővérével, Giulia, egy cég élén álló vállalkozóval, aki később menedzsere lett, és testvérével, Lorenzo, Sarah Toscano Petra Polomsky némettanárnőnek, aki eredetileg a németországi Stuttgart származott, és Marco Toscano, a bőriparban dolgozó vállalkozónak a harmadik gyermeke.
2022-ben részt vett az Area Sanremo versenyen, de nem jutott a döntőbe. Részt vett az Amici di Maria De Filippi tehetségkutató műsor 23. évadában, ahol 2024-ben az éneklés kategóriában és összességében is nyert. Zenei példaképének Dua Lipát nevezte.

## Diszkográfia

### EP-k
- 2022 – Riflesso
- 2024 – Sarah

### Kislemezek
Vezető művészként
- 2022 – 9 giugno
- 2023 – Touché
- 2023 – Viole e violini
- 2024 – Mappamondo
- 2024 – Sexy magica
- 2024 – L'ultima volta
- 2024 – Roulette
- 2024 – Tacchi (fra le dita)
- 2025 – Amarcord

Vendégművészként
- 2024 – Safety Net (Bea and her Business feat. Sarah Toscano)
- 2025 – Perfect (Carl Brave feat. Sarah Toscano)

## Fordítás
- Ez a szócikk részben vagy egészben  a   Sarah Toscano című olasz Wikipédia-szócikk fordításán alapul.  Az eredeti cikk szerkesztőit annak laptörténete sorolja fel. Ez a jelzés csupán a megfogalmazás eredetét és a szerzői jogokat jelzi, nem szolgál a cikkben szereplő információk forrásmegjelöléseként.